# Affaire Servin-Casanova
L'« affaire Servin-Casanova » est le nom donné à la procédure d'exclusion engagée en février 1961 par la direction du Parti communiste français contre certains de ses responsables, particulièrement Marcel Servin et Laurent Casanova, accusés de « révisionnisme ».

## Déroulement
Après le XXe congrès du Parti communiste de l'Union soviétique de 1956, Khrouchtchev desserre l'étau du stalinisme sur le mouvement communiste international. En France, la direction du PCF, avec à sa tête Maurice Thorez, peine à s'émanciper de la doctrine stalinienne. Seuls quelques membres du Parti — les « khrouchtchéviens » — s'orientent vers les nouvelles thèses de Moscou.
Sur le plan politique français, certaines de leurs analyses diffèrent de celles de la direction du Parti. Il en va ainsi de Jean Pronteau sur la perception de plusieurs tendances au sein de la bourgeoisie ou de l’évolution probable de de Gaulle vers une indépendance réelle à l’égard des États-Unis.
Parallèlement, dès la fin de 1959, Laurent Casanova et Marcel Servin désirent intensifier la lutte du PCF contre la guerre d'Algérie, prônant des initiatives plus audacieuses telles que l'aide directe au FLN ou la participation à des manifestations unitaires.
En toile de fond de ces luttes d'influence, Maurice Thorez craint que Casanova ne tente de s'emparer du pouvoir au sein du parti communiste. Ainsi, il voit d'un mauvais œil l'attribution du prix Lénine pour la paix par Khrouchtchev à Casanova en 1960. Lors du Comité central des 23 et 24 février 1961 s'engage un processus d'épuration des membres proches des tendances révisionnistes, aboutissant à leur mise en cause, puis à la destitution de leurs responsabilités. Outre Casanova et Servin, Jean Pronteau (membre du Comité central depuis 1950), Maurice Kriegel-Valrimont (héros de la Libération de Paris, chargé du bureau de presse du PCF jusqu'à la fin des années 50), Jean-Pierre Vigier (membre de l'état-major national des FTP, membre du Comité central à partir de 1959), Philippe Robrieux (secrétaire général de l'Union des étudiants communistes, dont la direction est proche de Casanova), Claudine Chomat (femme de Casanova, secrétaire de l'Union des femmes françaises) et Yvonne Dumont (représentante de la Fédération démocratique internationale des femmes à l'UNESCO) seront concernés.

## Regrets officiels et réhabilitation
Vers la fin de sa vie, Georges Marchais avoua qu'il regrettait la mise à l'écart de Servin et de Casanova, alors que cette sanction avait permis sa propre ascension au sein du PCF. Kriegel-Valrimont et les autres exclus du Parti furent officiellement réhabilités par Robert Hue le 24 janvier 1998.